# Jack Coan
Jack Coan (Sayville, 9 dicembre 1998) è un giocatore di football americano statunitense, che milita nel ruolo di quarterback nei San Antonio Brahmas della X Football League (XFL).
Non selezionato nel Draft NFL 2022, firmò come undrafted free agent con gli Indianapolis Colts. Al college ha giocato a football per Wisconsin e Notre Dame Fighting Irish.

## Carriera universitaria
Coan frequentò l'Università del Wisconsin dal 2017 al 2020, dove giocò a football per i Wisconsin. Dopo aver trascorso le prime due stagioni come quarterback di riserva, riuscì ad ottenere il ruolo da titolare nel 2019, per poi subire un infortunio che lo costrinse a rinunciare alla stagione 2020. Successivamente Coan si trasferì all'Università di Notre Dame dove partì per tutta la stagione 2021 come quarterback titolare dei Notre Dame Fighting Irish.

### Statistiche carriera universitaria
| 2017        | Wisconsin   | 6  | 0  | 0–0  | 5   | 5   | 36    | 7,2 | 11 | 100  | 0  | 0  | 160,5 | 0   | 0    | —    | —  | 0 |
| 2018        | Wisconsin   | 5  | 4  | 2–2  | 56  | 93  | 515   | 5,5 | 35 | 60,2 | 5  | 3  | 118,0 | 20  | −33  | −1,7 | 9  | 1 |
| 2019        | Wisconsin   | 14 | 14 | 10–4 | 236 | 339 | 2.727 | 8,0 | 70 | 69,6 | 18 | 5  | 151,8 | 56  | 22   | 0,4  | 25 | 4 |
| 2020        | Wisconsin   | 0  | 0  | 0–0  | 0   | 0   | 0     | —   | —  | —    | 0  | 0  | —     | 0   | 0    | —    | —  | 0 |
| 2021        | Notre Dame  | 13 | 13 | 11–2 | 253 | 385 | 3.150 | 8,2 | 70 | 65,7 | 25 | 7  | 152,2 | 57  | −100 | −1,8 | 21 | 2 |
| Wisconsin   | Wisconsin   | 25 | 18 | 12–6 | 297 | 437 | 3.278 | 7,5 | 70 | 67,9 | 23 | 8  | 144,7 | 76  | −11  | −0,1 | 25 | 5 |
| Notre Dame  | Notre Dame  | 13 | 13 | 11–2 | 253 | 385 | 3.150 | 8,2 | 70 | 65,7 | 25 | 7  | 152,2 | 57  | −100 | −1,8 | 21 | 2 |
| Complessivi | Complessivi | 38 | 31 | 23–8 | 550 | 823 | 6.428 | 7,8 | 70 | 66,8 | 48 | 15 | 148,0 | 133 | −111 | −0,8 | 25 | 7 |

## Carriera professionistica

### Indianapolis Colts
Dopo non essere selezionato nel corso del Draft NFL 2022, Coen firmò come undrafted free agent con gli Indianapolis Colts. Fu svincolato il 30 agosto 2022.